# Municipio de Burns (Míchigan)
El municipio de Burns (en inglés: Burns Township) es un municipio ubicado en el condado de Shiawassee en el estado estadounidense de Míchigan. En el año 2010 tenía una población de 3457 habitantes y una densidad poblacional de 37,17 personas por km².

## Geografía
El municipio de Burns se encuentra ubicado en las coordenadas 42°49′43″N 83°59′9″O / 42.82861, -83.98583. Según la Oficina del Censo de los Estados Unidos, el municipio tiene una superficie total de 93 km², de la cual 91.43 km² corresponden a tierra firme y (1.69%) 1.57 km² es agua.

## Demografía
Según el censo de 2010, había 3457 personas residiendo en el municipio de Burns. La densidad de población era de 37,17 hab./km². De los 3457 habitantes, el municipio de Burns estaba compuesto por el 97.19% blancos, el 0.17% eran afroamericanos, el 0.61% eran amerindios, el 0.43% eran asiáticos, el 0.2% eran isleños del Pacífico, el 0.55% eran de otras razas y el 0.84% pertenecían a dos o más razas. Del total de la población el 1.62% eran hispanos o latinos de cualquier raza.